# 우성중학교
우성중학교(牛城中學校)는 대한민국 충청남도 공주시 우성면 방흥리에 있는 공립 중학교이다.

## 학교 연혁
- 1971년 3월 9일 : 개교 및 입학식, 9학급 인가
- 2007년 8월 29일 : 우성글마루도서관 개관
- 2009년 11월 13일 : 학교운동장 인조잔디운동장 개장
- 2009년 11월 20일 : 교원능력개발평가 선도시범학교 발표
- 2010년 11월 9일 : 창의 · 인성 선도시범학교 발표
- 2011년 1월 25일 : 충청남도교육청 지정 행복공감학교 선정
- 2016년 12월 12일 : 동아리실, 급식실 신축
- 2017년 10월 18일 : 2018행복나눔학교 선정
- 2019년 10월 30일 : 2019학교공간혁신 선정
- 2019년 12월 17일 : 다목적강당 증축
- 2021년 9월 1일 : 제19대 최언호 교장 부임
- 2025년 1월 9일 : 제52회 졸업(졸업생수 36명, 총졸업생수 5,744명)
- 2025년 3월 4일 : 입학생(29명), 6학급 편성

## 참고 자료
- 우성중학교 - 한국교육학술정보원 학교알리미